# François Félix
François Félix, noto come Fanfan (Viviers, 19 maggio 1949), è un ex calciatore francese, di ruolo attaccante.

## Carriera
La sua carriera professionistica si svolse fra il 1968 e il 1981, totalizzando 340 presenze e 120 reti in massima divisione, risultando al quarantacinquesimo posto della classifica perpetua dei marcatori della categoria. Ha inoltre disputato 14 incontri segnando 8 reti nelle coppe europee con le maglie dell'Olympique Lione e del Bastia, scendendo in campo durante l'incontro di andata della finale di Coppa UEFA 1977-1978.

## Palmarès

### Club

#### Competizioni nazionali
- Supercoppa francese: 1

Bastia: 1972